# Championnat de France masculin de handball de Nationale 1 2023-2024
Navigation
Nationale 1 2022-2023 Nationale 1 2024-2025
Le Championnat de France masculin de handball de Nationale 1 2023-2024 est la 68e édition de cette compétition qui constitue le 3e échelon national et le plus haut niveau ouvert aux amateurs. Ce championnat se déroule avec quatre poules. La poule 1 regroupe les équipes ayant demandé le statut VAP et les meilleures équipes de la saison précédente et trois poules géographiques.
La compétition est remportée par l'ASB Rezé Handball, vainqueur en finale de l'US Dreux-Vernouillet.
Si les deux premiers clubs VAP — à savoir l'US Dreux-Vernouillet et l'US Saintes — sont censés être promus en Proligue (D2), les deux clubs (ainsi que les suivants) refusent la montée et aucun club n'accède finalement à l'étage supérieur (voir infra).

## Formule de la compétition
Pour la saison 2023/2024 le championnat se déroule avec quatre poules: la poule Fédérale (ex Elite) est composée de douze (12) équipes. Les poules 2 et 3 sont composées de treize (13) équipes et la poule 4 est composée de douze (12) équipes.
Comme pour la saison précédente, la poule 1 a un statut particulier car elle regroupe les équipes ayant demandé le statut VAP, accompagnées des meilleures équipes de la saison précédente. Les autres poules sont constituées sur des critères géographiques.
À l'issue de la phase régulière, les deux meilleurs clubs de la poule 1 qui ont le statut VAP sont promus en Proligue. Le dernier de poule fédérale intègre les poules géographiques l'année suivante, à moins d'obtenir le statut VAP. Les premiers des poules géographiques sont « prioritaires » pour intégrer la poule fédérale. Les deux derniers des trois poules géographiques sont relégués en Nationale 2 pour la saison suivante.
Le meilleur premier sur l’ensemble des poules Géographiques est directement qualifié pour la finale de N1M contre le
premier de la poule Fédérale.
Le vainqueur est déclaré champion de France de Nationale 1 masculine.

## Équipes participantes
Les équipes participantes et les poules sont :
| Poule | Club                                  | Localisation                                             | VAP |
| ----- | ------------------------------------- | -------------------------------------------------------- | --- |
| 1     | Martigues Handball                    | Provence-Alpes-Côte d'Azur, Bouches-du-Rhône, Martigues  | Non |
| 1     | Annecy CSAV                           | Auvergne-Rhône-Alpes, Haute-Savoie, Annecy               | Non |
| 1     | Tremblay Handball rés.                | Île-de-France, Seine-Saint-Denis, Tremblay-en-France     | Non |
| 1     | Élite Val d'Oise                      | Île-de-France, Val-d'Oise, Franconville et Saint-Gratien | Oui |
| 1     | ESM Gonfreville                       | Normandie, Seine-Maritime, Gonfreville-l'Orcher          | Oui |
| 1     | US Saintes                            | Nouvelle-Aquitaine, Charente-Maritime, Saintes           | Oui |
| 1     | ASPTT Mulhouse/Rixheim                | Grand Est, Haut-Rhin, Rixheim                            | Oui |
| 1     | Lanester Handball                     | Bretagne, Morbihan, Lanester                             | Oui |
| 1     | US Dreux-Vernouillet                  | Centre-Val de Loire, Eure-et-Loir, Dreux et Vernouillet  | Oui |
| 1     | AC Boulogne-Billancourt               | Île-de-France, Hauts-de-Seine, Boulogne-Billancourt      | Non |
| 1     | Paris Saint-Germain rés.              | Île-de-France, Paris, Paris                              | Non |
| 1     | Handball Hazebrouck 71                | Hauts-de-France, Nord, Hazebrouck                        | Oui |
| 2     | Saint-Cyr Handball                    | Centre-Val de Loire, Indre-et-Loire, Saint-Cyr-sur-Loire | N/A |
| 2     | HBC Gien Loiret                       | Centre-Val de Loire, Loiret, Gien                        | N/A |
| 2     | ASB Rezé                              | Pays de la Loire, Loire-Atlantique, Rezé                 | N/A |
| 2     | Cesson Rennes MHB rés.                | Bretagne, Ille-et-Vilaine, Cesson-Sévigné                | N/A |
| 2     | HBC Nantes rés.                       | Pays de la Loire, Loire-Atlantique, Nantes               | N/A |
| 2     | US Ivry rés.                          | Île-de-France, Val-de-Marne, Ivry-sur-Seine              | N/A |
| 2     | CPB Rennes HB                         | Bretagne, Ille-et-Vilaine, Rennes                        | N/A |
| 2     | Pouzauges Vendée Handball             | Pays de la Loire, Vendée, Pouzauges                      | N/A |
| 2     | Hennebont Lochrist Handball           | Bretagne, Morbihan, Hennebont                            | N/A |
| 2     | Saint-Marcel Vernon                   | Normandie, Eure, Vernon                                  | N/A |
| 2     | Grand Poitiers Handball 86            | Nouvelle-Aquitaine, Vienne, Poitiers                     | N/A |
| 2     | Saran Loiret Handball rés.            | Centre-Val de Loire, Loiret, Saran                       | N/A |
| 2     | HBC Livry-Gargan                      | Île-de-France, Seine-Saint-Denis, Livry-Gargan           | N/A |
| 3     | Lille Métropole HBC Villeneuve d'Ascq | Hauts-de-France, Nord, Villeneuve-d'Ascq                 | N/A |
| 3     | CS Vesoul Haute-Saône                 | Bourgogne-Franche-Comté, Haute-Saône, Vesoul             | N/A |
| 3     | US Créteil rés.                       | Île-de-France, Val-de-Marne, Créteil                     | N/A |
| 3     | AS Folschviller                       | Grand Est, Moselle, Folschviller                         | N/A |
| 3     | Belfort AUHB                          | Bourgogne-Franche-Comté, Territoire de Belfort, Belfort  | N/A |
| 3     | Metz Handball                         | Grand Est, Moselle, Metz                                 | N/A |
| 3     | Torcy HB Marne-la-Vallée              | Île-de-France, Seine-et-Marne, Torcy                     | N/A |
| 3     | Molsheim OC                           | Grand Est, Bas-Rhin, Molsheim,                           | N/A |
| 3     | Thionville Moselle Handball           | Grand Est, Moselle, Thionville                           | N/A |
| 3     | CS Bourgoin-Jallieu                   | Auvergne-Rhône-Alpes, Isère, Bourgoin-Jallieu            | N/A |
| 3     | Chambéry SMB HB rés.                  | Auvergne-Rhône-Alpes, Savoie, Chambéry                   | N/A |
| 3     | Rouen Handball                        | Normandie, Seine-Maritime, Rouen,                        | N/A |
| 3     | Mainvilliers-Chartres Handball rés.   | Centre-Val de Loire, Eure-et-Loir, Chartres              | N/A |
| 4     | Montpellier Handball rés.             | Occitanie, Hérault, Montpellier                          | N/A |
| 4     | USAM Nîmes Gard rés.                  | Occitanie, Gard, Nîmes                                   | N/A |
| 4     | Draguignan Var Handball               | Provence-Alpes-Côte d'Azur, Var, Draguignan              | N/A |
| 4     | AS Lyon Caluire                       | Auvergne-Rhône-Alpes, Rhône, Lyon et Caluire-et-Cuire    | N/A |
| 4     | US Crauroise HB                       | Provence-Alpes-Côte d'Azur, Var, La Crau                 | N/A |
| 4     | Billère Handball rés.                 | Nouvelle-Aquitaine, Pyrénées-Atlantiques, Billère        | N/A |
| 4     | Fenix Toulouse rés.                   | Occitanie, Haute-Garonne, Toulouse                       | N/A |
| 4     | Bordeaux Bruges / Lormont HB          | Nouvelle-Aquitaine, Gironde, Bordeaux, Bruges et Lormont | N/A |
| 4     | Pays d'Aix UC                         | PACA, Bouches-du-Rhône, Aix-en-Provence                  | N/A |
| 4     | Pau Nousty Sports                     | Nouvelle-Aquitaine, Pyrénées-Atlantiques, Nousty         | N/A |
| 4     | Gazélec Ajaccio                       | Corse, Corse-du-Sud, Ajaccio                             | N/A |
| 4     | Grenoble St-Martin-d'Hères            | Auvergne-Rhône-Alpes, Isère, Saint-Martin-d'Hères        | N/A |

| \| Gonfreville Lanester Saintes Martigues Mulhouse Rixheim Hazebrouck Dreux Vernouillet Annecy \| Clubs engagés dans la Poule 1 (fédérale) |
| Gonfreville Lanester Saintes Martigues Mulhouse Rixheim Hazebrouck Dreux Vernouillet Annecy                                                |

| Gonfreville Lanester Saintes Martigues Mulhouse Rixheim Hazebrouck Dreux Vernouillet Annecy |

| \| Pouzauges Rezé Nantes Cesson Poitiers CPB Rennes Saint-Cyr Gien Hennebont Vernon Lille Vesoul Metz Folschviller Belfort Molsheim Chartres Chambéry Caluire Billère Ajaccio Bourgoin-Jallieu Nîmes Montpellier La Crau Draguignan Pau Nousty Toulouse Lormont \| Clubs engagés : · Poule 2 Poule 3 Poule 4 |
| Pouzauges Rezé Nantes Cesson Poitiers CPB Rennes Saint-Cyr Gien Hennebont Vernon Lille Vesoul Metz Folschviller Belfort Molsheim Chartres Chambéry Caluire Billère Ajaccio Bourgoin-Jallieu Nîmes Montpellier La Crau Draguignan Pau Nousty Toulouse Lormont                                                 |

| Pouzauges Rezé Nantes Cesson Poitiers CPB Rennes Saint-Cyr Gien Hennebont Vernon Lille Vesoul Metz Folschviller Belfort Molsheim Chartres Chambéry Caluire Billère Ajaccio Bourgoin-Jallieu Nîmes Montpellier La Crau Draguignan Pau Nousty Toulouse Lormont |

| \| · Boulogne- · Billancourt Torcy · Livry Créteil Tremblay en France Paris-Saint-Germain Elite · Val d'Oise · Ivry \| Clubs franciliens. |
| · Boulogne- · Billancourt Torcy · Livry Créteil Tremblay en France Paris-Saint-Germain Elite · Val d'Oise · Ivry                          |

| · Boulogne- · Billancourt Torcy · Livry Créteil Tremblay en France Paris-Saint-Germain Elite · Val d'Oise · Ivry |

## Résultats

### Poule fédérale
|    | Équipe                   | Pts | J  | G  | N | P  | Bp  | Bc  | Diff |
| -- | ------------------------ | --- | -- | -- | - | -- | --- | --- | ---- |
| 1  | US Dreux-VernouilletV    | 58  | 22 | 18 | 0 | 4  | 707 | 650 | 57   |
| 2  | Annecy CSAV              | 56  | 22 | 17 | 0 | 5  | 708 | 644 | 64   |
| 3  | US SaintesV              | 50  | 22 | 12 | 4 | 6  | 703 | 649 | 54   |
| 4  | ASPTT Mulhouse/RixheimV  | 47  | 22 | 13 | 0 | 9  | 663 | 612 | 51   |
| 5  | Paris Saint-Germain rés. | 45  | 22 | 9  | 5 | 8  | 653 | 633 | 20   |
| 6  | Tremblay Handball rés.   | 43  | 22 | 10 | 2 | 10 | 653 | 686 | -33  |
| 7  | Handball Hazebrouck 71V  | 42  | 22 | 9  | 2 | 11 | 646 | 666 | -20  |
| 8  | Élite Val d'OiseV        | 41  | 22 | 9  | 1 | 12 | 627 | 638 | -11  |
| 9  | AC Boulogne-Billancourt  | 40  | 22 | 8  | 2 | 12 | 641 | 667 | -26  |
| 10 | Martigues Handball       | 38  | 22 | 7  | 2 | 13 | 660 | 708 | -48  |
| 11 | Lanester HandballV       | 34  | 22 | 4  | 4 | 14 | 645 | 703 | -58  |
| 12 | ESM GonfrevilleV         | 32  | 22 | 4  | 2 | 16 | 620 | 670 | -50  |

Si l'US Dreux-Vernouillet et l'US Saintes sont censés être promus en Proligue (D2), les deux clubs (ainsi que les suivants) refusent la montée, principalement pour raisons financières, et aucun club n'accède finalement à l'étage supérieur.

### Poule 2
|    | Équipe                       | Pts | J  | G  | N | P  | Bp  | Bc  | Diff |
| -- | ---------------------------- | --- | -- | -- | - | -- | --- | --- | ---- |
| 1  | ASB Rezé                     | 64  | 24 | 19 | 2 | 3  | 804 | 710 | 94   |
| 2  | Saran LH rés.                | 57  | 24 | 15 | 3 | 6  | 788 | 748 | 40   |
| 3  | HBC Livry-Gargan             | 54  | 24 | 14 | 2 | 8  | 685 | 619 | 66   |
| 4  | Saint-Cyr Handball           | 53  | 24 | 14 | 1 | 9  | 705 | 640 | 65   |
| 5  | CPB Rennes                   | 53  | 24 | 13 | 3 | 8  | 696 | 639 | 57   |
| 6  | HBC Nantes rés.              | 51  | 24 | 13 | 2 | 9  | 728 | 724 | 4    |
| 7  | Saint-Marcel-Vernon Handball | 47  | 24 | 10 | 3 | 11 | 719 | 728 | -9   |
| 8  | Hennebont-Lochrist HB        | 47  | 24 | 11 | 1 | 12 | 734 | 743 | -9   |
| 9  | Grand Poitiers H86           | 46  | 24 | 10 | 2 | 12 | 719 | 726 | -7   |
| 10 | Cesson-Rennes MH rés.        | 43  | 24 | 8  | 3 | 13 | 678 | 736 | -58  |
| 11 | US Ivry rés.                 | 41  | 24 | 8  | 1 | 15 | 726 | 767 | -41  |
| 12 | HBC Gien Loiret              | 39  | 24 | 7  | 1 | 16 | 682 | 741 | -59  |
| 13 | Pouzauges VH                 | 26  | 24 | 1  | 2 | 21 | 679 | 822 | -143 |

L'ASB Rezé termine premier avec 64 points en 26 matchs (soit 2,28 points par match) et devance la réserve du Saran LH (57 points).

### Poule 3
Le Rouen Handball termine premier avec 57 points et devance de 5 points le Cercle sportif Vesoul Haute-Saône.

### Poule 4
La poule 4, disputée à 12 équipes, s'est montrée extrêmement disputée, le Draguignan Var Handball terminant premier avec 50 points (soit 2,27 points par match) devant le Grenoble Saint-Martin-d'Hères Métropole Isère Handball et les réserves d'Aix et de Nîmes, toutes trois à 49 points.

### Finale
La finale oppose l'US Dreux-Vernouillet, premier de la poule élite, au meilleur des premiers de poules géographiques, l'ASB Rezé Handball, un rien devant Draguignan
C'est finalement Rezé qui est champion de Nationale 1 masculine aux tirs au but face à l’US Dreux Vernouillet (33-33, 4-2 tab),
| 1er juin 2024 20h45 | ASB Rezé Handball | 37 – 35 (tab)  | US Dreux-Vernouillet | Complexe sportif du puiseaux, Montargis Arbitrage : Chami, Mili |
| 1er juin 2024 20h45 | Killian Georges 8 | (18-14, 33-33) | Dmytro Gunko 8       | Complexe sportif du puiseaux, Montargis Arbitrage : Chami, Mili |
| 1er juin 2024 20h45 | Tab : 4-2         |                |                      | Complexe sportif du puiseaux, Montargis Arbitrage : Chami, Mili |
| 1er juin 2024 20h45 | ×1 ×4             | Rapport        | ×2                   | Complexe sportif du puiseaux, Montargis Arbitrage : Chami, Mili |